# Frontier Airlines
Frontier Airlines là một hãng hàng không giá rẻ lớn của Mỹ có trụ sở chính tại Denver, Colorado. Frontier khai thác các chuyến bay đến hơn 100 điểm đến trên khắp Hoa Kỳ và 31 điểm đến quốc tế, và sử dụng hơn 3.000 nhân viên.  Hãng là công ty con và thương hiệu điều hành của Indigo Partners, LLC, và duy trì một trung tâm tại Sân bay Quốc tế Denver với nhiều thành phố trọng điểm trên khắp Hoa Kỳ.
Vào tháng 2 năm 2022, Frontier thông báo rằng họ đang cố gắng mua Spirit Airlines, một hãng hàng không giá rẻ khác có trụ sở tại Hoa Kỳ. Nếu được các cơ quan quản lý chấp thuận, hãng hàng không kết hợp này sẽ là hãng hàng không lớn thứ năm trong nước.

## Thông tin hoạt động

### Kết quả kinh doanh
Các xu hướng chính hiện có của Frontier Group Holdings, Inc. trong những năm gần đây được trình bày bên dưới (tại năm kết thúc vào ngày 31 tháng 12), mặc dù báo cáo hàng năm đầy đủ chưa được công bố do Frontier thuộc sở hữu của công ty cổ phần tư nhân, Indigo Partners.
|                                     | 2010  | 2011  | 2012  | 2013  | 2014  | 2015  | 2016  | 2017  | 2018  | 2019  | 2020  | 2021  |
| ----------------------------------- | ----- | ----- | ----- | ----- | ----- | ----- | ----- | ----- | ----- | ----- | ----- | ----- |
| Doanh thu (US$triệu)                | 1,317 | 1,662 | 1,433 | 1,349 | 1,575 | 1,604 | 1,714 | 1,915 | 2,156 | 2,508 | 1,250 | 2,060 |
| Lợi nhuận ròng (US$triệu)           |       |       | 17    |       | 140   | 146   | 200   |       | 80    | 251   | −225  | −102  |
| Số lượng nhân viên (toàn thời gian) |       |       |       | 3,614 | 3,653 | 2,981 | 3,163 |       | 3,978 | 4,935 | 4,974 | 5,481 |
| Sản lượng hành khách (triệu)        |       |       | 10.7  | 10.8  | 12.2  | 13.2  | 14.9  | 16.8  | 19.8  | 22.8  | 11.2  | 20.7  |
| Hệ số tải hành khách (%)            | 83.6  | 87.1  | 88.8  | 90.6  | 90.4  | 88.0  | 87.2  | 86.4  | 84.9  | 86.1  | 67.5  | 75.9  |
| Số lượng máy bay (tại năm kết thúc) |       |       | 55    | 52    | 54    | 61    | 66    |       | 84    | 98    | 104   | 110   |

### Thay đổi quản lý
Dave Siegel đảm nhận vai trò giám đốc điều hành vào tháng 1 năm 2012. Nhiệm kỳ của Siegel kéo dài đến tháng 5 năm 2015, khi ông rời đi vì lý do cá nhân và được kế nhiệm bởi chủ tịch công ty, Bill Franke, người sẽ quản lý chiến lược và tài chính. Vào tháng 4 năm 2014, Barry L. Biffle được bổ nhiệm làm chủ tịch hãng, báo cáo với Siegel; sau khi Siegel ra đi, Biffle được giao nhiệm vụ quản lý các hoạt động hàng ngày của hãng.

### Nhận diện thương hiệu
Từ năm 1994 đến năm 2001, màu sơn của hãng hàng không bao gồm các tiêu đề "Frontier" màu xanh lá cây trên thân máy bay phía trước, một khẩu hiệu nhỏ "Spirit of the West" và ảnh động vật hoang dã trên đuôi của mỗi máy bay. Hầu hết các máy bay Boeing 737 đều có hình ảnh khác nhau trên cả hai mặt.
Bắt đầu từ năm 2001, một màu sơn mới đã được giới thiệu trên những chiếc Airbus A319 của hãng, với dòng chữ "FRONTIER" lớn màu bạc ở hai bên máy bay và khẩu hiệu "Spirit of the West" của hãng, sau đó được đổi thành "A whole different animal". Hình ảnh động vật ở đuôi máy bay được giữ lại, mặc dù hiện tại chỉ có một hình ảnh cho mỗi máy bay được sử dụng. Mặc dù những chiếc Boeing 737 của hãng vẫn còn trong đội bay cho đến năm 2005, nhưng không chiếc nào được sơn lại thành màu sơn này.
Tháng 4 năm 2013, Frontier đã giới thiệu một phiên bản sửa đổi của màu sơn, giữ các con vật mang tính biểu tượng trên đuôi máy bay, nhưng bỏ khẩu hiệu cũ và thay thế "FRONTIER" bằng "FLYFRONTIER.COM", trang web của hãng, để hỗ trợ hoạt động tiếp thị mới tập trung nhiều vào trên sự hiện diện web của hãng. Màu sơn này chỉ được sơn trên một số máy bay mới được giao. Máy bay trong màu sơn cũ hơn nhận được tiêu đề "FLYFRONTIER.COM" trên vỏ động cơ.
Ngày 9 tháng 9 năm 2014, Frontier đã giới thiệu một màu sơn được cập nhật, như một phần của quá trình chuyển đổi thương hiệu giúp vai trò của các phát ngôn viên tăng lên. Màu sơn mới đã giới thiệu lại kiểu chữ "FRONTIER" màu xanh lá cây cho thân máy bay, có chữ "F" cách điệu được thiết kế bởi Saul Bass cho Frontier ban đầu khi hãng vận chuyển công bố màu sơn mới vào năm 1978. Màu sơn của năm 2014 cũng bao gồm mũi tên truyền thống được sử dụng bởi Frontier ban đầu trước năm 1978. Mỗi chiếc máy bay đều có tên của con vật nổi bật trên đuôi của nó gần mũi máy bay để dễ nhận biết hơn.
Các khái niệm động vật được sử dụng cũng mở rộng sang hoạt động tiếp thị của Frontier. Mỗi con vật có một tên cụ thể. Máy bay động vật được sử dụng trong quảng cáo trên đài phát thanh và truyền hình của họ bao gồm thỏ Jack, gấu Grizwald, cáo Foxy (người mà Jack phải lòng), cá heo Flip (người luôn gặp khó khăn khi đến Chicago thay vì khí hậu ấm hơn mà những người khác đang đến to), linh miêu Larry, rái cá biển Hector và báo sư tử Sal. Những bổ sung mới là Chim cánh cụt Jim, Joe, Jay và Gary, một bộ tứ theo phong cách tiệm hớt tóc, hát những lời ca ngợi EarlyReturns cho khán giả về các nhân vật nổi tiếng của Frontier từ chiến dịch "một con vật hoàn toàn khác", rái cá Hector, quảng cáo cho sự mở rộng của Frontier trở lại Mexico và Polly the Parrot, người đã giành chiến thắng trong buổi thử giọng động vật mới vào năm 2012.
Mở rộng những khái niệm này vào năm 2023, Frontier đã giới thiệu một cách tiếp cận mới với các linh vật động vật của họ trong lịch có tiêu đề "Lông thú & Lông vũ". Lịch này đã được gửi qua email đến cơ sở dữ liệu khách du lịch của Frontier, khuyến khích họ tải xuống và hiển thị các ký tự tại nơi làm việc. Sáng kiến cuối cùng đã phản tác dụng với hãng, khi người dùng trên các phương tiện truyền thông xã hội thảo luận về sự khó chịu của họ xung quanh chiến dịch.

## Điểm đến

Các quốc gia mà Frontier Airlines đang hoạt động

Frontier Airlines hiện khai thác 115 điểm đến trên khắp Hoa Kỳ, El Salvador, Mexico, Guatemala, Puerto Rico, Cộng hòa Dominica và Costa Rica.
| Xếp hạng | Sân bay                        | Số ghế    | Tỉ lệ  |
| -------- | ------------------------------ | --------- | ------ |
| 1        | Denver, Colorado               | 4,767,516 | 014.4% |
| 2        | Orlando, Florida               | 2,714,630 | 026.2% |
| 3        | Las Vegas, Nevada              | 1,797,154 | 033.7% |
| 4        | Philadelphia, Pennsylvania     | 1,204,770 | 026.5% |
| 5        | Tampa, Florida                 | 722,036   | 027.6% |
| 6        | Atlanta, Georgia               | 720,850   | 016.4% |
| 7        | Chicago–Midway, Illinois       | 719,410   | 05.6%  |
| 8        | Cleveland, Ohio                | 717,050   | 026.0% |
| 9        | Raleigh/Durham, North Carolina | 605,274   | 035.0% |
| 10       | Fort Myers, Florida            | 579,096   | 029.8% |

## Đội bay

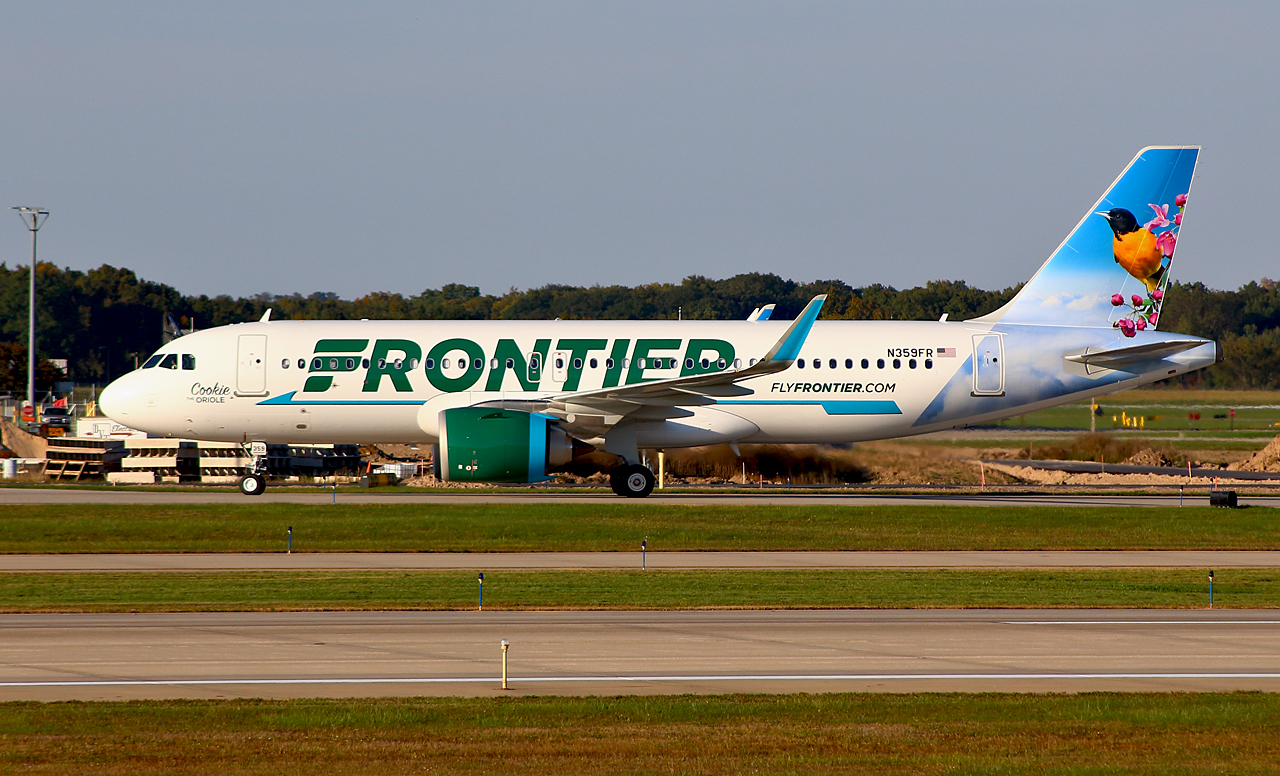
Airbus A320neo

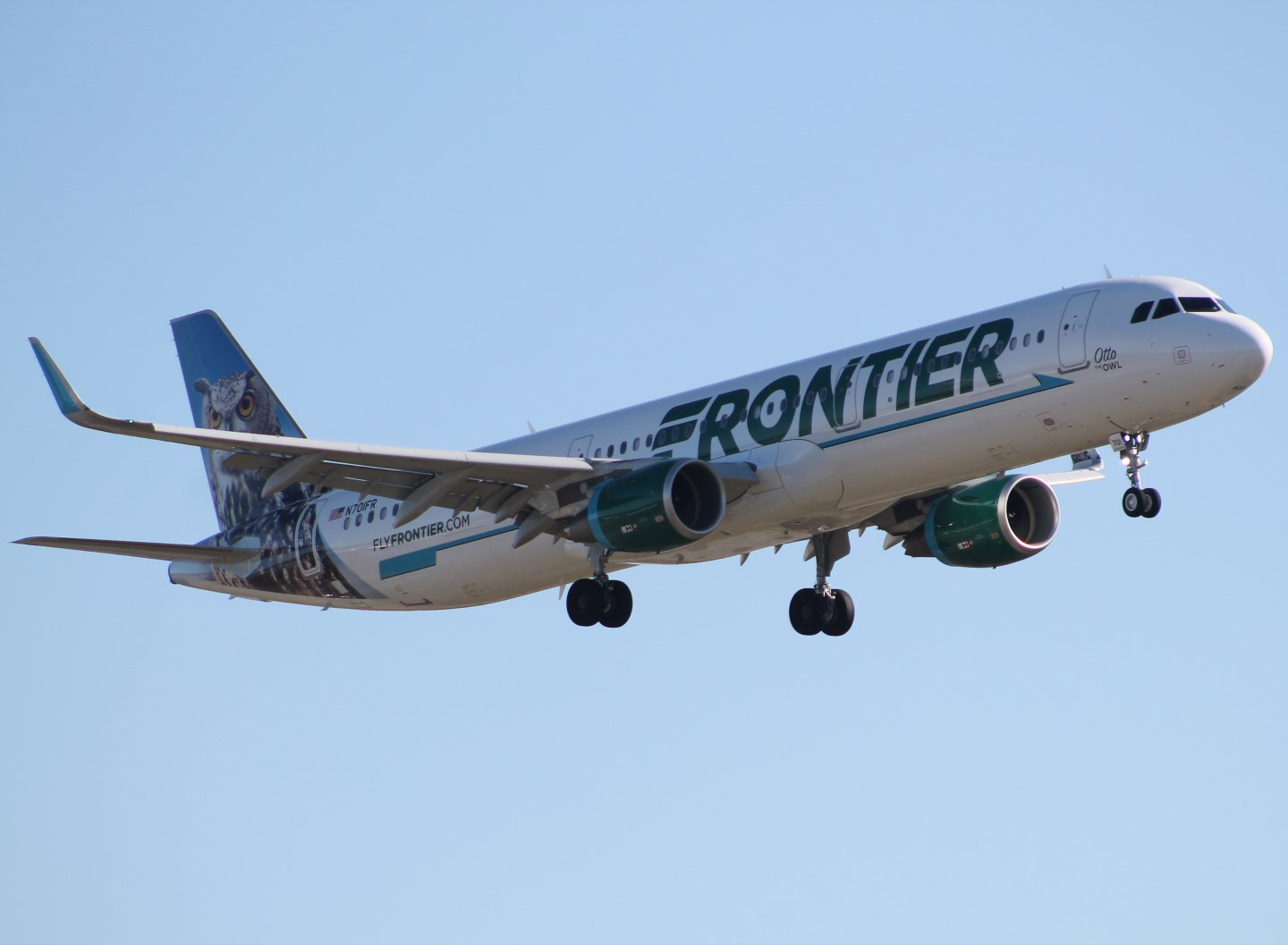
Airbus A321-200

Tuổi thọ trung bình đội bay tính đến tháng 1 năm 2023 là 4.4 năm.
Tính đến tháng 1 năm 2023:
| Máy bay            | Đang hoạt động | Đặt hàng | Hành khách | Ghi chú                             |
| ------------------ | -------------- | -------- | ---------- | ----------------------------------- |
| Airbus A320-200    | 12             | —        | 180        | Dừng hoạt động từ năm 2025.         |
| Airbus A320neo     | 82             | 49       | 186        | Giao hàng đến năm 2026.             |
| Airbus A321-200    | 21             | —        | 230        | Dùng hoạt động từ năm 2029.         |
| Airbus A321neo ACF | 4              | 154      | 240        | Giao hàng từ năm 2022 đến năm 2029. |
| Airbus A321XLR     | —              | 18       | TBD        | Giao hàng từ năm 2026.              |
| Tổng cộng          | 119            | 221      |            |                                     |